# Schilbeidae
Schilbeidae son una familia constituida por peces actinopterigios de agua dulce, distribuidos por ríos y lagos de África y el sudeste de Asia. La etimología de su nombre científico deriva del nombre vernáculo con que se les llama en Egipto y Etiopía.

## Morfología
La aleta dorsal presenta una base de longitud corta y una espina en los casos en que está presente, generalmente con una aleta adiposa, aleta anal con la base muy larga con 24 a 90 radios y separada de la aleta caudal, mientras que la aleta pélvica esta ocasionalmente ausente en especies de algunos géneros. Generalmente con cuatro pares de barbillas junto a la boca.

## Reproducción
Su reproducción es ovípara, con abandono de los huevos, que no son vigilados por los adultos.